# Walka klas

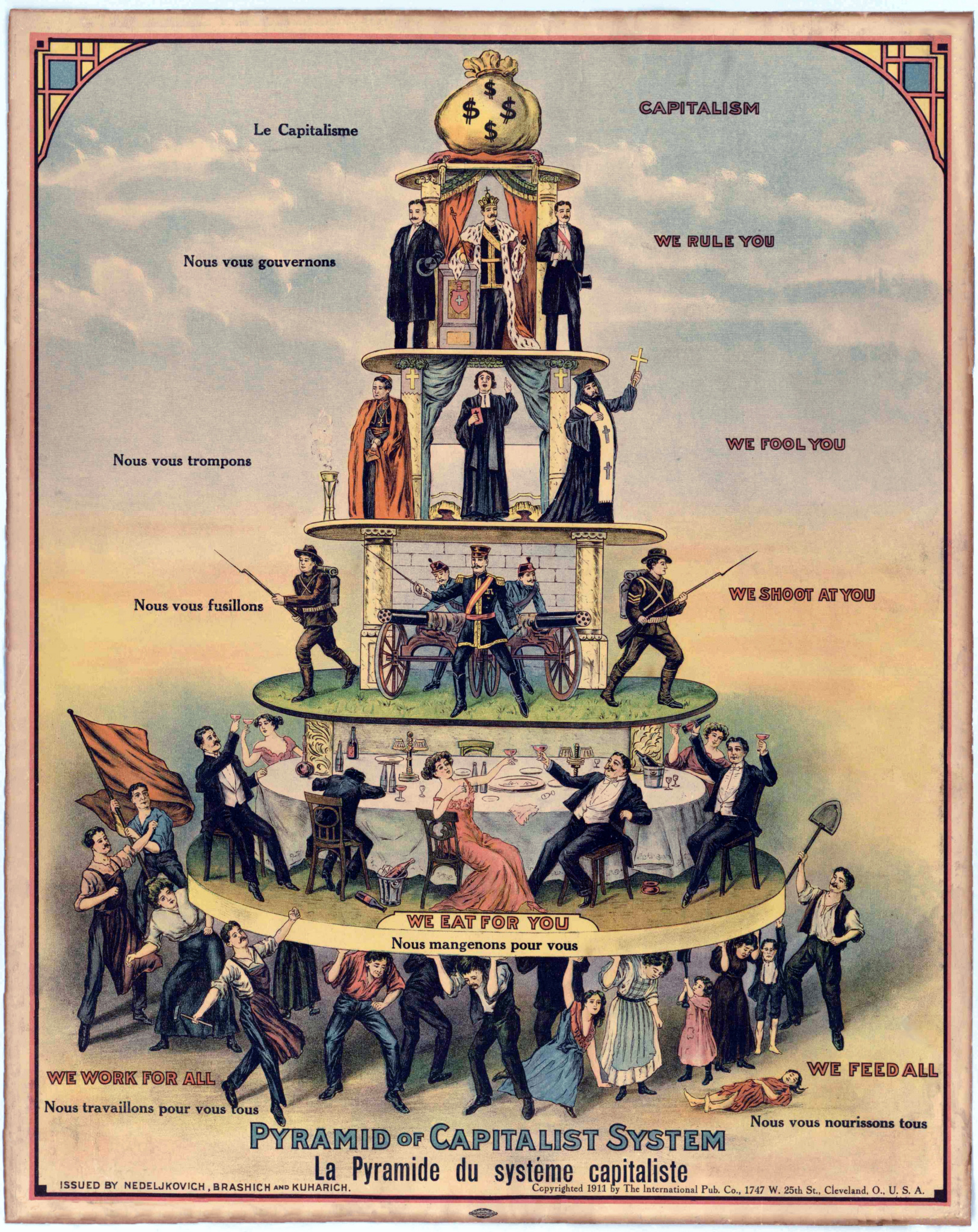
Piramida systemu kapitalistycznego, będąca karykaturą wobec klasowej struktury kapitalizmu.

Walka klas – pojęcie utworzone przez François Guizota, francuskiego polityka XIX wieku, zaadaptowane przez Karola Marksa.

## Definicja

### Geneza walki klas
Pojęcie to dotyczy problemów i starć w społeczeństwach rozumianych jako podzielone na klasy społeczne. Według Marksa, wszelkie społeczeństwa dotychczasowe opierały się na przeciwieństwie klas uciskających i klas uciskanych (zob. materializm historyczny i teorie przeciwieństw). To, co działo się we Francji po klęsce Wiosny Ludów, było dla Marksa typowym przykładem takiej walki, o czym świadczy jego tekst z 1850 roku, pt. Walki klasowe we Francji, 1848–1850.
W wyniku rewolucji przemysłowej, adepci pojęcia widzą powstanie klasy robotniczej, a wraz z jej powstaniem narodzenie zjawiska walki klas. „Praca proletariuszy zatraciła, na skutek rozpowszechnienia maszyn i podziału pracy, wszelkie cechy samodzielności, a wraz z tym wszelki powab dla robotników”, twierdzi Marks. Dodaje też, że robotnicy stali się towarem w rękach burżuazji, a „wydatki na robotnika ograniczają się zatem niemal wyłącznie do środków żywności, niezbędnych do jego utrzymania i przedłużenia jego gatunku”.
W tych tezach robotnicy rozpoznają się jako odrębna klasa społeczna, mimo że konkurencja między nimi jest czynnikiem osłabiającym świadomość klasową. Burżuazja natomiast „znajduje się w ciągłej walce: z początku przeciwko arystokracji, później przeciw częściom samej burżuazji, których interesy popadają w sprzeczność z postępem przemysłu”; jako broni, paradoksalnie, używa często robotników.

### Zakończenie walki klas
Walka klas jest, według marksistów, motorem historii i zakończyć się winna rewolucją światową proletariuszy (idea rewolucji światowej była bliska Lwowi Trockiemu, podczas gdy Józef Stalin wierzył w sens rewolucji w jednym kraju). Jej skutkiem ma być przejęcie środków produkcji i zagospodarowanie ich w sposób egalitarny.
Według Stalina po rewolucji walka klas bynajmniej nie ustaje, ale nasila się. Znaczy to, że posiadacze środków produkcji i beneficjenci dawnego porządku kontynuują walkę, ale innymi metodami, np. używając sabotażu. Stalinowska teoria nasilającej się walki klas była teoretycznym usprawiedliwieniem terroru wymierzonego często w członków partii komunistycznej.
Sposób zakończenia walki klas i kwestia powszechności rewolucji proletariackiej należały do najważniejszych przyczyn konfliktu Stalina i Trockiego.

### Współczesne konflikty klasowe
Współcześnie termin walka klas używany jest nie tylko przez marksistów, ale również m.in. przez członków ruchów feministycznych oraz przez przedstawicieli organizacji walczących o ochronę środowiska. Niektórzy badacze, wywodzący się z tych drugich środowisk, twierdzą jednak, że teoria walki klas nie jest zdolna zdać sprawy z faktycznej zawiłości stosunków w społeczeństwie określonym jako postindustrialne (m.in. Murray Bookchin). Jeśli chodzi o argumenty za interpretowaniem problemów ochrony środowiska w kontekście opresji kapitału, należy wspomnieć o wykupowaniu przez bogate kraje «prawa do zanieczyszczania» od krajów biednych. Ten proceder zwalnia ich od konieczności inwestowania w poszukiwanie alternatywnych technik niezanieczyszczających, a krajom biednym odbiera się szansę na rozwój przemysłowy – walka klas w tym kontekście nabiera szerszego, międzynarodowego znaczenia, opiera się ona jednak na zasadzie dominacji kapitału i jest, w sensie paradoksalnym, motorem historii.
Dominacja kobiet jest często widziana jako jedna z konsekwencji walki klas. Pierre Bourdieu jest autorem analizy analogii między walką klas a opresją kobiet (La domination masculine, 1998). Walka klas jest jednak jego zdaniem tworem pozbawionym istoty i, jako taka, nie jest ona motorem historii. To zjawisko nie ma więc miejsca na poziomie bardzo ogólnym – między właścicielami i proletariuszami, ale na poziomie codziennym, jako wielość walk między pewnymi osobami w pozycji dominującej i pewnymi osobami w pozycji zdominowanej. Walka klas w dzisiejszym społeczeństwie jest więc, według Bourdieu, bardziej symboliczna niż ekonomiczna i polega między innymi na walce o język.
Z drugiej strony analizy wielu współczesnych organizacji marksistowskich wskazują na dalszy ciąg walki klas w tradycyjnym rozumieniu, z tą różnicą, iż konflikt interesów między siłą roboczą a wielkim kapitałem może być na różne sposoby kamuflowany, zwłaszcza w krajach rozwiniętych z silnym sektorem usługowym. Wskazują one na to, że w wielu regionach świata sytuacja robotników nie zmieniła się w porównaniu z XIX wiekiem, zaś wykorzystywanie cudzej pracy do zdobywania fortuny jest nadal powszechną praktyką. Tego typu analizy prezentuje przede wszystkim Międzynarodowa Tendencja Marksistowska.

## Krytyka
Termin "walka klas" krytykowany jest przez większość organizacji niesocjalisycznych. Zdaniem nacjonalistów różnej maści spory między pracownikiem a pracodawcą są jedynie konfliktem interesów, a samo określenie tego zjawiska "walką klas" jest przesadne. Innym argumentem przeciwników tego terminu jest rzekome używanie go do rozbijania jedności narodu. Poglądy takie reprezentował w Polsce Roman Dmowski oraz endecja.
Określenie to krytykowane jest również przez część społeczności za związek z komunizmem, będąc elementem propagandy tego ustroju.

## Cytaty
„Historia wszelkiego społeczeństwa dotychczasowego jest historią walk klasowych. Wolny i niewolnik, patrycjusz i plebejusz, pan feudalny i chłop-poddany, majster cechowy i czeladnik, krótko mówiąc, ciemiężyciele i uciemiężeni pozostawali w stałym do siebie przeciwieństwie, prowadzili nieustanną, to ukrytą, to jawną walkę – walkę, która za każdym razem kończyła się rewolucyjnym przekształceniem całego społeczeństwa lub też wspólną zagładą walczących klas.”
„Spośród wszystkich klas, które są dziś przeciwstawne burżuazji, jedynie proletariat jest klasą rzeczywiście rewolucyjną. Pozostałe klasy upadają i giną wraz z rozwojem wielkiego przemysłu, proletariat jest tego przemysłu nieodłącznym wytworem. [...] Lumpenproletariat, ten bierny wytwór gnicia najniższych warstw starego społeczeństwa, bywa tu i ówdzie wtrącany do ruchu przez rewolucję proletariacką, wskutek całego jednak swego położenia życiowego jest skłonniejszy do sprzedawania się jako narzędzie knowań reakcyjnych.”
Karol Marks i Fryderyk Engels, Manifest Partii Komunistycznej, 1848.